# Tansor 5/Gloizer X
Tansor 5/Gloizer X è un singolo discografico dell'Orchestra e Coro di Augusto Martelli, pubblicato nel 1981.
Tansor Five era la sigla dell'anime omonimo scritta da Luigi Albertelli, su musica e arrangiamento di Augusto Martelli.
Gloizer X era il lato B, sigla dell'anime Gloyzer X, La copertina del disco indica la canzone del lato B come "Gloizer X", mentre il tondino riporta "Groizer X"..

## Tracce
Lato A
1. Tansor 5 – 3:00 (testo: Luigi Albertelli – musica: Augusto Martelli)

Durata totale: 3:00
Lato B
1. Gloizer X – 3:05 (musica: Augusto Martelli)

Durata totale: 3:05

## Produzione
- Alessandra Valeri Manera – Produzione artistica e discografica
- Direzione Creativa e Coordinamento Immagine Mediaset – Grafica

## Produzione musicale e formazione
- Augusto Martelli – Produzione e arrangiamento, direzione orchestra, voce parlato[3]
- Tonino Paolillo – Registrazione e mixaggio al Mondial Sound Studio, Milano
- Orchestra di Augusto Martelli – Esecuzione brani